# 범태평양 수영 선수권 대회
범태평양 수영 선수권 대회(영어: The Pan Pacific Swimming Championships는 1985년에 창설된 롱 코스 수영 대회이다.

## 역대 대회
| 연도   | 횟수                             | 개최 도시                 | 경기장                                    |
| ------ | -------------------------------- | ------------------------- | ----------------------------------------- |
| 1985년 | 제1회 범태평양 수영 선수권 대회  | 일본 도쿄                 |                                           |
| 1987년 | 제2회 범태평양 수영 선수권 대회  | 오스트레일리아 브리즈번   |                                           |
| 1989년 | 제3회 범태평양 수영 선수권 대회  | 일본 도쿄                 |                                           |
| 1991년 | 제4회 범태평양 수영 선수권 대회  | 캐나다 에드먼턴           | 킨즈먼 스포츠 센터(Kinsmen Sports Center) |
| 1993년 | 제5회 범태평양 수영 선수권 대회  | 일본 고베                 | 포트아일랜드 스포츠 센터                  |
| 1995년 | 제6회 범태평양 수영 선수권 대회  | 미국 애틀랜타             |                                           |
| 1997년 | 제7회 범태평양 수영 선수권 대회  | 일본 후쿠오카             |                                           |
| 1999년 | 제8회 범태평양 수영 선수권 대회  | 오스트레일리아 시드니     |                                           |
| 2002년 | 제9회 범태평양 수영 선수권 대회  | 일본 요코하마             |                                           |
| 2006년 | 제10회 범태평양 수영 선수권 대회 | 캐나다 빅토리아           |                                           |
| 2010년 | 제11회 범태평양 수영 선수권 대회 | 미국 어바인               |                                           |
| 2014년 | 제12회 범태평양 수영 선수권 대회 | 오스트레일리아 골드코스트 |                                           |

## 같이 보기
- (영어) List of Championships Records